# Campobello di Mazara vasútállomás
Campobello di Mazara vasútállomás egy vasútállomás Olaszországban, Szicília régióban, Trapani megyében, Campobello di Mazara településen. Forgalma alapján az olasz vasútállomás-kategóriák közül az ezüst kategóriába tartozik.

## Vasútvonalak
Az állomást az alábbi vasútvonalak érintik:
- Alcamo Diramazione–Castelvetrano–Trapani railway